# Jin Ling

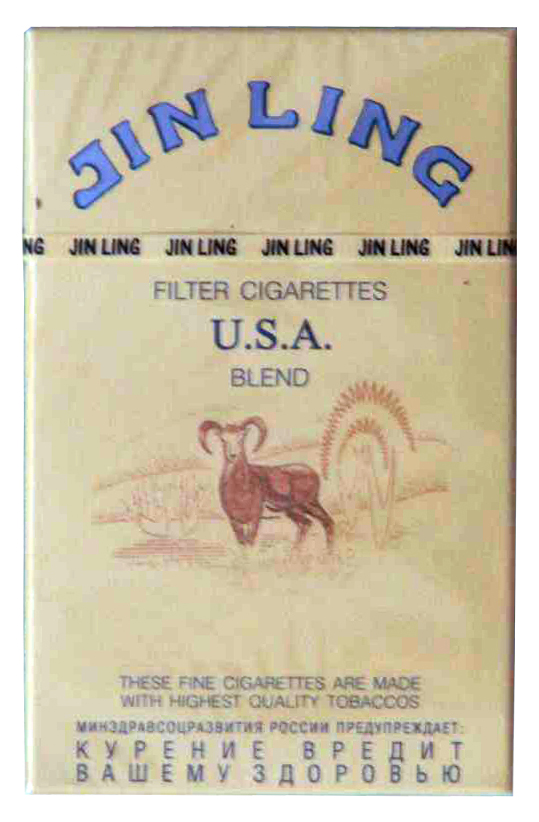
Zigarettenpackung; unter dem englischen Schriftzug steht auf Russisch: „Das (zuständige) Ministerium warnt: Rauchen schadet Ihrer Gesundheit“

Jin Ling ist eine Zigarettenmarke der „Baltischen Tabakfabrik“ (russisch Балтийская Табачная фабрика, BTF). Der Name leitet sich von einem früheren Namen der chinesischen Stadt Nanjing ab, die einst Jinling (chinesisch 金陵 ‚Goldener Hügel‘) hieß.
Vorrangig werden diese Zigaretten in Kaliningrad (dem früheren Königsberg) und weiteren osteuropäischen Orten produziert und nach Mittel- und Westeuropa, im Wesentlichen nach Deutschland, beispielsweise nach Berlin und ins Ruhrgebiet sowie nach Großbritannien, illegal durch Zigarettenschmuggel exportiert.
Die Zigaretten werden in einer blassgelben 20er-Hardbox angeboten, die mit dem Logo eines Wildschafs versehen ist und an das „Camel-Kamel“ erinnern soll. Die Marke ist in der Europäischen Union lediglich auf dem Schwarzmarkt erhältlich, stand 2009 aber dennoch auf der Liste der meistgerauchten Zigaretten in Deutschland auf Platz neun. Der Preis einer Schachtel liegt für den Endkunden erheblich unter dem für versteuerte Zigaretten üblichen. Eine Stange (200 Stück) gibt es in Deutschland teilweise für unter 20 Euro (Stand 2010), der Schachtelpreis liegt bei zwei Euro oder weniger. Beim Hersteller „Baltische Tabakfabrik“ liegt der Einkaufspreis für eine Stange bei zirka zwei Euro.
Schätzungen zufolge gelangen jährlich mindestens fünf Milliarden Zigaretten dieser Marke in die Europäische Union.
Die Boulevardzeitung Berliner Kurier berichtete im Jahre 2010, es gäbe Fälschungen von Jin Ling, die nicht mehr vom Original zu unterscheiden seien, und unter anderem Federn, Milben, Holz, Pestizide, Schimmelpilzsporen, Rattenkot und weitere Schadstoffe enthalten könnten, weil diese Zigaretten unter sehr schlechten Produktionsbedingungen hergestellt würden.